# Линсбергер, Катарина
Катарина Линсбергер (нем. Katharina Liensberger; род. 1 апреля 1997, Фельдкирх, Форарльберг) — австрийская горнолыжница, олимпийская чемпионка 2022 года в командах, двукратная чемпионка мира 2021 года в параллельном гигантском и специальном слаломах. Серебряный призёр Олимпийских игр 2018 года в Пхёнчхане в командных соревнованиях. Специализируется в слаломных дисциплинах.

## Карьера
Линсбергер посещала с 2009 по 2011 год лыжную школу в Шрунсе, а позже до 2016 года лыжную среднюю школу Stams.
В 2015 году она завоевала бронзу в гигантском слаломе на Молодежном зимнем фестивале в Мальбуне. Дебютировала на Кубке мира в слаломе во Флахау в январе 2016 года.
На юношеском чемпионате мира 2016 года в Сочи она стартовала во всех дисциплинах и достигла своего лучшего результата, заняв седьмое место в слаломе.
На чемпионате мира среди юниоров 2017 года в Оре австрийская спортсменка завоевала две серебряные медали в гигантском слаломе и в командных соревнованиях.
На чемпионате мира среди юниоров 2018 года в Давосе, 30 января, она вновь выиграла серебряную медаль в гигантском слаломе. Этот результат позволил ей получить приглашение на Олимпийские игры в Корею. На зимних Олимпийских играх в Пхёнчхане, 24 февраля, в составе команды Австрии, она выиграла серебряную медаль Игр.
В сезоне 2018/2019, на этапе в Флахау, 6 января 2019 года, в слаломе, она показала третье время и впервые в Кубке мира оказалась на подиуме.
В следующем сезоне в австрийском Лиенце, в декабре, на этапе кубка мира, она заняла третье место в соревнованиях по гигантскому слалому.
21 и 22 ноября 2020 года дважды занимала третье место в слаломе на этапе Кубка мира в финском Леви. 12 января 2021 года на слаломной трассе во Флахау на этапе Кубка мира заняла второе место.
На чемпионате мира 2021 года в Кортине-д’Ампеццо выиграла золото в параллельном гигантском слаломе (разделив его с итальянкой Мартой Бассино), а также золото в слаломе, опередив титулованных Петру Вльгову и Микаэлу Шиффрин. Катарина стала двукратной чемпионкой мира в личных дисциплинах ещё до того, как выиграла хотя бы один этап Кубка мира. Также на чемпионате завоевала бронзу в гигантском слаломе.
В феврале 2025 года на чемпионате мира в Зальбахе по результатам двух спусков в слаломе завоевала бронзовую медаль. 

### Победы на этапах Кубка мира (3)
| № | Сезон   | Дата        | Место       | Дисциплина |
| - | ------- | ----------- | ----------- | ---------- |
| 1 | 2020/21 | 13 мар 2021 | Оре         | Слалом     |
| 2 | 2020/21 | 20 мар 2021 | Ленцерхайде | Слалом (2) |
| 3 | 2021/22 | 12 мар 2022 | Оре         | Слалом (3) |